# Ходзё Масамура
Ходзё Масамура (яп. 北条 政村 хо:дзё: масамура, 10 июля 1205 — 13 июня 1273) — японский военный и государственный деятель периода Камакура, рэнсё (1256—1264, 1268—1273), 7-й сиккэн и фактический правитель Японии (1264—1268).

## Биография
Представитель рода Ходзё. Пятый сын Ходзё Ёситоки (1163—1224), 2-го сиккэна Японии в 1205—1224 годах.
В 1256 году после отказа от должности своего старшего брата, Ходзё Сигэтоки (1198—1261), 2-го рэнсё (1247—1256), Ходзё Масамура занял должность 3-го рэнсё (регента-соправителя сиккэна).
В 1264 году 6-й сиккэн Ходзё Нагатоки (1256—1264) отказался от власти в пользу своего дяди, Ходзё Масамуры, который стал 7-м сиккэном и фактическим правителем Японии.
В 1268 году Ходзё Масамура отказался от должности сиккэна в пользу своего родственника, Ходзё Токимунэ (1251—1284), и вторично вступил на пост рэнсё (1268—1273).
Его старший сын, Ходзё Токимура (1242—1305), занимал посты 7-го рокухара-тандай (1277—1287) и 9-го рэнсё (1301—1305).